# Saginaw (Michigan)
Saginaw is een plaats (city) in de Amerikaanse staat Michigan, en valt bestuurlijk gezien onder Saginaw County.

## Geschiedenis
De streek van Saginaw was bebost met talrijke waterlopen. Er woonden Sauk en daarna Ojibweg, maar op de plaats van de huidige stad, een moerassig gebied geteisterd door muggen, was er geen indiaanse nederzetting. Al in de 17e eeuw bereikten Franse bonthandelaars en missionarissen de streek. Na de Zevenjarige Oorlog werd de streek in 1763 Brits maar de Europese nederzettingen beperkten zich vooralsnog tot de oevers van de Grote Meren.
In 1816 stichtte Louis Campau een handelspost op het grondgebied van het huidige Saginaw. In 1822 werd Saginaw County opgericht, nu het gebied door de Amerikaanse overheid was aangekocht van de indianen. In datzelfde jaar werd een fort gebouwd bij de handelspost om de Ojibweg onder controle te houden, maar het fort werd na twee jaar al verlaten vanwege zijn ongunstige ligging. Campau liet de plaats in 1823 opmeten om migranten aan te trekken, maar de verkoop van percelen kwam maar traag op gang. Tegen 1835 waren er nog maar 24 verkocht. In 1830 was Saginaw erkend als township. Rond 1850 had de plaats al 900 inwoners, vooral dan door de komst van Duitse immigranten die landbouwbedrijven opzetten. Er ontstond ook een bloeiende houtindustrie. In 1854 werd East Sagenaw, op de oostelijke oever van de Sagenaw, een village en dankzij de investeringen van de Newyorkse zakenman Jesse Hoyt bloeide deze nederzetting. Hoyt liet een bibliotheek en een postkantoor bouwen in monumentale stijl. Zo ontstond een rivaliteit tussen Sagenaw City en East Sagenaw.
De plaats is sinds 1938 de zetel van een rooms-katholiek bisdom.

## Demografie
Bij de volkstelling in 2000 werd het aantal inwoners vastgesteld op 61.799.
In 2006 is het aantal inwoners door het United States Census Bureau geschat op 57.523, een daling van 4276 (-6.9%).

## Geografie
Volgens het United States Census Bureau beslaat de plaats een oppervlakte van
47,1 km², waarvan 45,2 km² land en 1,9 km² water. Saginaw ligt op ongeveer 178 m boven zeeniveau.

## Plaatsen in de nabije omgeving
De onderstaande figuur toont nabijgelegen plaatsen in een straal van 8 km rond Saginaw.

## Geboren
- Theodore Roethke (1908-1963), dichter
- William Henry Presser (1916-2004), componist, muziekpedagoog, dirigent en violist
- Stevie Wonder (1950), zanger
- Matthew Glave (1963), acteur
- Darvin Ham (1973), basketballer
- Sophina Brown (1976), actrice
- Serena Williams (1981), tennisster
- Draymond Green (1990), basketballer
- Algee Smith (1994), acteur en zanger